# Trichoaspis julus
Trichoaspis · Trichoaspididae
Famille
Genre
Espèce
Trichoaspis julus, unique représentant du genre Trichoaspis et de la famille des Trichoaspididae, est une espèce d'acariens qui parasite des mille-pattes.

## Publication originale
- (en) Gu Yi-Ming, Wang Chu-Sheng et Li Jian-Hua, « A new genus and species of gamasides off Julus terrestris and a new family proposed (Acari: Dermanyssoidea) », Acta Zootaxonomica Sinica, vol. 16, no 4,‎ 1991, p. 428-431 (lire en ligne).